# Cha'lla (Isla del Sol)
Cha'lla (auch: Challa oder Ch'alla) ist eine Ortschaft im Departamento La Paz im Hochland des südamerikanischen Andenstaates Bolivien.

## Lage im Nahraum
Cha'lla ist der größte Ort im Kanton Zampaya im Municipio Copacabana in der Provinz Manco Kapac. Die Ortschaft liegt auf einer Höhe von 3838 m im Titicacasee im nordöstlichen Teil der Isla del Sol, zwischen dem Cerro Khea Kkollu (3987 m) im Nordosten und dem Cerro Santa Bárbara (4032 m) im Südwesten.

## Geographie
Cha'lla liegt auf dem bolivianischen Altiplano zwischen den Anden-Gebirgsketten der Cordillera Occidental im Westen und der Cordillera Central im Osten. Das Klima der Region ist ein typisches Tageszeitenklima, bei dem die mittlere Schwankung der Tagestemperaturen deutlicher ausfällt als die Schwankung der Temperaturen im Jahresverlauf.
Die Jahresdurchschnittstemperatur der Region liegt bei etwa 8 °C (siehe Klimadiagramm Copacabana), die Monatswerte schwanken nur unwesentlich zwischen knapp 6 °C im Juni/Juli und 10 °C im November/Dezember. Der Jahresniederschlag beträgt etwa 700 mm, die Monatsniederschläge liegen zwischen unter 10 mm in den Monaten Juni und Juli und 150 mm im Januar und Februar.

## Verkehrsnetz
Cha'lla liegt in einer Entfernung von 172 Straßenkilometern nordwestlich von La Paz, der Hauptstadt des gleichnamigen Departamentos.
Von La Paz führt die asphaltierte Nationalstraße Ruta 2 in nordwestlicher Richtung über Huarina nach San Pablo de Tiquina am Titicacasee, dort wird die See-Enge mit Booten überquert. Nach weiteren 40 Kilometern erreicht die Ruta 2 Copacabana. Von hier aus gibt es eine Fähre auf die Isla del Sol und außerdem führt über 17 Kilometer eine unbefestigte Landstraße entlang der Küste in nordwestlicher Richtung bis nach Yampupata. Die Entfernung von Yampupata nach Cha'lla beträgt acht Kilometer Luftlinie.

## Bevölkerung
Die Einwohnerzahl der Ortschaft ist in dem Jahrzehnt zwischen den beiden letzten Volkszählungen fast konstant geblieben:
| Jahr | Einwohner         | Quelle       |
| ---- | ----------------- | ------------ |
| 1992 | keine Detaildaten | Volkszählung |
| 2001 | 885               | Volkszählung |
| 2012 | 871               | Volkszählung |
| 2024 |                   | Volkszählung |

Die Region weist einen hohen Anteil an Aymara-Bevölkerung auf, im Municipio Copacabana sprechen 94,3 Prozent der Bevölkerung Aymara.